# Torneio de Maceió de 1994
Torneio de Maceió de 1994 ou Torneio Triangular de Maceió de 1994 foi uma competição amistosa interestadual de futebol disputada na cidade de Maceió em 1994, que teve a participação de três equipes, duas do Estado de Alagoas e uma do Rio de Janeiro, com três rodadas programadas para serem cumpridas, nas quais as equipes envolvidas se enfrentariam, sendo campeã aquela que tivesse o melhor aproveitamento, tendo se sagrado campeão, o Fluminense.
Uma peculiaridade desta competição foi o fato das partidas terem durando apenas 45 minutos, sendo todas disputadas no mesmo dia. 

## Participantes
CRB
 CSA
 Fluminense

## Tabela
Rodada única
Todos os jogos disputados no Estádio Rei Pelé em 15 de junho, nessa ordem:
CRB 0–0 Fluminense
CSA 0–0 Fluminense
CRB 0–0 CSA
Obs.: Tendo havido empate triplo na classificação final, por ser o clube visitante, o Fluminense foi declarado campeão.
FFC: Ricardo Cruz (Wellerson); Adalberto, Rau, Márcio Costa, Alex,
Jandir, Luiz Antonio, Luiz Henrique, Julio César, Márcio, Humberto, Ézio, 
Cláudio, Leonardo e Rogerinho (elenco presente na disputa).
Técnico: Pinheiro.
| Torneio de Maceió de 1994  |
| -------------------------- |
| Fluminense Campeão Invicto |